# Oscar a la millor història
L'Oscar a la millor història (en anglès: Academy Award for Best Story) és un premi que atorgà l'Acadèmia de les Arts i les Ciències Cinematogràfiques des de la primera edició dels premis fins al 1956.

## Història
En la primera edició dels premis es crearen dues categories: Oscar a la millor història (Academy Award for Best Story) i Oscar al millor guió adaptat (Academy Award for Best Adapted Screenplay), unes categories que es mantingueren fins al 1940. Aquell any la categoria de millor història es dividí en millor història i millor guió original (Academy Award for Best Writting), una divisió que es mantingué fins al 1957 quan quedaren establertes les dues existents avui dia: millor guió original i millor guió adaptat.
Els autors més premiats d'aquesta categoria són, amb dos guardons, Ben Hecht i Dalton Trumbo, si bé aquest últim hagué de firmar sota pseudònim o d'amagat per la seva relació en la "llista dels 10 de Hollywood".
Els guionistes Frances Marion, Pierre Collings, Sheridan Gibney, Benjamin Glazer, Richard Schweizer i Edward Anhalt també han aconseguit un premi a millor guió original o adaptat.

## Guanyadors i nominats

### Dècada del 1920
| Guanyador | Nominats                 |                                   |
| 1928      | 1928                     | 1928                              |
| --------- | ------------------------ | --------------------------------- |
|           | Ben Hecht per Underworld | - Lajos Bíró per The Last Command |
| 1929      |                          |                                   |
|           | No es concedí            |                                   |

### Dècada del 1930
| Guanyador | Nominats                                                         | |
| 1930      | 1930                                                             | 1930 |
| --------- | ---------------------------------------------------------------- | --- |
|           | No es concedí                                                    | |
| 1931      |                                                                  | |
|           | John Monk Saunders per The Dawn Patrol                           | - Rowland Brown per Doorway to Hell - Harry D'Arrast, Douglas Doty i Donald Stewart per Laughter - John Bright i Kubec Glasmon per The Public Enemy - Lucien Hubbard i Joseph Jackson per Smart Money          |
| 1932      |                                                                  | |
|           | Frances Marion per The Champ                                     | - Grover Jones i William Slavens McNutt per Lady and Gent - Lucien Hubbard per The Star Witness - Adela Rogers St. Johns i Jane Murfin per El preu de Hollywood                                                |
| 1933      |                                                                  | |
|           | Robert Lord per One Way Passage                                  | - Frances Marion per The Prizefighter and the Lady - Charles MacArthur per Rasputin and the Empress |
| 1934      |                                                                  | |
|           | Arthur Caesar per Manhattan Melodrama                            | - Mauri Grashin per Hide-Out - Norman Krasna per The Richest Girl in the World |
| 1935      |                                                                  | |
|           | Ben Hecht i Charles MacArthur per The Scoundrel                  | - Moss Hart per Broadway Melody of 1936 - Stephen Morehouse Avery i Don Hartman per The Gay Deception - Gregory Rogers (pseudònim de Darryl F. Zanuck) per G Men                                               |
| 1936      |                                                                  | |
|           | Pierre Collings i Sheridan Gibney per The Story of Louis Pasteur | - Norman Krasna per Fury - William McGuireper The Great Ziegfeld - Robert Hopkins per San Francisco - Adele Comandini per Three Smart Girls                                                                    |
| 1937      |                                                                  | |
|           | Robert Carson i William A. Wellman per A Star Is Born            | - Robert Lord per Black Legion - Niven Busch per In Old Chicago - Heinz Herald i Geza Herczeg per The Life of Emile Zola - Hans Kraly per One Hundred Men and a Girl                                           |
| 1938      |                                                                  | |
|           | Eleanore Griffin i Dore Schary per Boys Town                     | - Irving Berlin per Alexander's Ragtime Band - Rowland Brown per Angels with Dirty Faces - John Howard Lawson per Bloqueig - Marcella Burke i Frederick Kohner per Mad About Music - Frank Wead per Test Pilot |
| 1939      |                                                                  | |
|           | Lewis R. Foster per Mr. Smith Goes to Washington                 | - Felix Jackson per Mare per força - Mildred Cram i Leo McCarey per Cita d'amor - Melchior Lengyel per Ninotchka - Lamar Trotti per Young Mr. Lincoln                                                          |

### Dècada del 1940
| Guanyador | Nominats                                               | |
| 1940      | 1940                                                   | 1940 |
| --------- | ------------------------------------------------------ | --- |
|           | Benjamin Glazer i János Székely per Aixeca't, amor meu | - Walter Reisch per Camarada X - Hugo Butler i Dore Schary per Edison, the Man - Stuart N. Lake per El foraster - Leo McCarey, Samuel Spewack i Spewack per La meva dona favorita                                               |
| 1941      |                                                        | |
|           | Harry Segall per Here Comes Mr. Jordan                 | - Thomas Monroe i Billy Wilder per Bola de foc - Richard Connell i Robert Presnell per L'home del carrer - Monckton Hoffe per The Lady Eve - Gordon Wellesley per Night Train to Munich                                         |
| 1942      |                                                        | |
|           | Emeric Pressburger per 49th Parallel                   | - Irving Berlin per Holiday Inn - Paul Gallico per L'orgull dels ianquis - Sidney Harmon per The Talk of the Town - Robert Buckner per Yankee Doodle Dandy                                                                      |
| 1943      |                                                        | |
|           | William Saroyan per The Human Comedy                   | - Guy Gilpatric per Action in the North Atlantic - Steve Fisher per Destination Tokyo - Frank Ross i Robert Russell per The More the Merrier - Gordon McDonell per Shadow of a Doubt                                            |
| 1944      |                                                        | |
|           | Leo McCarey per Going My Way                           | - David Boehm i Chandler Sprague per A Guy Named Joe - John Steinbeck per El bot salvavides - Alfred Neumann i Joseph Than per None Shall Escape - Edward Doherty i Jules Schermer per The Sullivans                            |
| 1945      |                                                        | |
|           | Charles G. Booth per The House on 92nd Street          | - László Görög i Thomas Monroe per The Affairs of Susan - John Steinbeck i Jack Wagner per A Medal for Benny - Alvah Bessie per Objectiu Birmània - Ernst Marischka per A Song to Remember                                      |
| 1946      |                                                        | |
|           | Clemence Dane per Vacation from Marriage               | - Vladimir Solomonovich Pozner per The Dark Mirror - Jack Patrick per L'estrany amor de Martha Ivers - Victor Trivas per El desconegut - Charles Brackett per La vida íntima de Jody Norris                                     |
| 1947      |                                                        | |
|           | Valentine Davies per Miracle on 34th Street            | - Georges Chaperot i René Wheeler per La Cage aux rossignols - Herbert Clyde Lewis i Frederick Stephani per It Happened on Fifth Avenue - Eleazar Lipsky per Kiss of Death - Frank Cavett i Dorothy Parker per Una dona desfeta |
| 1948      |                                                        | |
|           | Richard Schweizer i David Wechsler per The Search      | - Robert Flaherty i Frances H. Flaherty per Louisiana Story - Malvin Wald per The Naked City - Borden Chase per Riu Vermell - Emeric Pressburger per Les sabatilles vermelles                                                   |
| 1949      |                                                        | |
|           | Douglas Morrow per The Stratton Story                  | - Clare Boothe Luce per Come to the Stable - Valentine Davies i Shirley Smith per It Happens Every Spring - Virginia Kellogg per Al roig viu - Harry Brown per Sands of Iwo Jima                                                |

### Dècada del 1950
| Guanyador | Nominats                                                                             | |
| 1950      | 1950                                                                                 | 1950 |
| --------- | ------------------------------------------------------------------------------------ | --- |
|           | Edna Anhalt i Edward Anhalt per Panic in the Streets                                 | - Giuseppe De Santis i Carlo Lizzani per Arròs amarg - William Bowers i André de Toth per The Gunfighter - Leonard Spigelgass per Mystery Street - Sy Gomberg per When Willie Comes Marching Home                                                        |
| 1951      |                                                                                      | |
|           | James Bernard i Paul Dehn per Seven Days to Noon                                     | - Budd Boetticher i Ray Nazarro per Bullfighter and the Lady - Oscar Millard per The Frogmen - Liam O'Brien i Robert Riskin per Here Comes the Groom - Alfred Hayes i Stewart Stern per Teresa                                                           |
| 1952      |                                                                                      | |
|           | Frank Cavett, Fredric M. Frank i Theodore St. John per L'espectacle més gran del món | - Leo McCarey per My Son John - Martin Goldsmith i Jack Leonard per Un marge estret - Guy Trosper per The Pride of St. Louis - Edward Anhalt i Edna Anhalt per The Sniper                                                                                |
| 1953      |                                                                                      | |
|           | Dalton Trumbo per Vacances a Roma                                                    | - Beirne Lay, Jr. per Above and Beyond - Alec Coppel per The Captain's Paradise - Louis L'Amour per Hondo - Ray Ashley, Morris Engel i Ruth Orkin per Little Fugitive                                                                                    |
| 1954      |                                                                                      | |
|           | Philip Yordan per Llança trencada                                                    | - François Boyer per Jocs prohibits - Lamar Trotti per Llums de teatre - Jed Harris i Tom Reed per Night People - Ettore Margadonna per Pane, amore e fantasia                                                                                           |
| 1955      |                                                                                      | |
|           | Daniel Fuchs per Love Me or Leave Me                                                 | - Jean Marsan, Henri Troyat, Jacques Perret, Henri Verneuil i Raoul Ploquin per Le Mouton à cinq pattes - Joe Connelly i Bob Mosher per The Private War of Major Benson - Nicholas Ray per Rebel sense causa - Beirne Lay, Jr. per Strategic Air Command |
| 1956      |                                                                                      | |
|           | Dalton Trumbo per The Brave One                                                      | - Leo Katcher per La història d'Eddy Duchin - Edward Bernds i Elwood Ullman per High Society - Jean-Paul Sartre per Els orgullosos - Cesare Zavattini per Umberto D.                                                                                     |